# Nikolaj Ivanovič Bobrikov
Nikolaj Ivanovič Bobrikov (in russo Николай Иванович Бобриков?; San Pietroburgo, 27 gennaio 1839 – Helsinki, 17 giugno 1904) è stato un politico e militare russo.

## Biografia
Bobrikov divenne ufficiale dell'esercito imperiale russo nel 1858, servì nel distretto militare di Kazan e successivamente divenne comandante di divisione a Novgorod. Raggiunse il grado di colonnello nel 1869. Un anno dopo, venne trasferito a San Pietroburgo per incarichi speciali nella guardia imperiale. Questa nuova nomina gli garantì l'accesso alla corte imperiale. Nel 1878 fu promosso Maggiore Generale.
Nel 1898, lo Zar Nicola II lo nominò Governatore-Generale della Finlandia. Bobrikov era allo stesso tempo odiato e temuto dalla popolazione finlandese, egli pensava infatti che la Finlandia, fosse una minaccia per l'Impero Russo. Nel 1899,  lo Zar Nicola II siglò il "Manifesto di Febbraio" che segnò il primo passo degli "Anni di oppressione" (sortovuodet). In questo manifesto, si dichiarò che le leggi imperiali, avrebbero dovuto avere la precedenza su quelle locali. Mezzo milione di finlandesi firmò una petizione da presentare allo Zar, con la richiesta di abolizione di questo manifesto. Lo Zar si rifiutò di ricevere la delegazione finlandese e la petizione non ebbe alcun effetto sul governo imperiale.
Nel 1900, Bobrikov emise un'ordinanza nella quale si dichiarava che tutta la corrispondenza tra gli uffici pubblici doveva essere presentata rigorosamente in russo e l'educazione in lingua russa doveva aumentare nelle scuole. L'esercito Finlandese venne abolito nel 1901, i coscritti Finlandesi ora avrebbero dovuto servire nell'esercito imperiale in qualunque parte della Russia fosse stato necessario. Nella prima chiamata alle armi del 1902, solo il 42% dei coscritti si presentò. Nel 1905, la coscrizione obbligatoria venne abolita in tutta la Finlandia perché i soldati Finlandesi venivano ritenuti "inaffidabili".
Nel 1903, Bobrikov ottenne dallo Zar dei poteri dittatoriali così da poter destituire i funzionari governativi e abolire giornali. Il 16 giugno 1904 Bobrikov fu assassinato da Eugen Schauman a Helsinki. L'attentatore sparò tre volte a Bobrikov prima di commettere suicidio. Schauman morì immediatamente mentre Bobrikov perì la notte successiva in ospedale.